# Unión Española Fotovoltaica
La Unión Española Fotovoltaica (UNEF) es una asociación que nace el 16 de mayo de 2012 como consecuencia de la unión de tres asociaciones fotovoltaicas de ámbito nacional: la Asociación Empresarial Fotovoltaica (AEF), la Sección Fotovoltaica de la Asociación de Productores de Energías Renovables (APPA Fotovoltaica) y la Asociación de la Industria Fotovoltaica (ASIF). La suma de sus socios aportó a UNEF una base social superior a las 330 empresas y entidades.

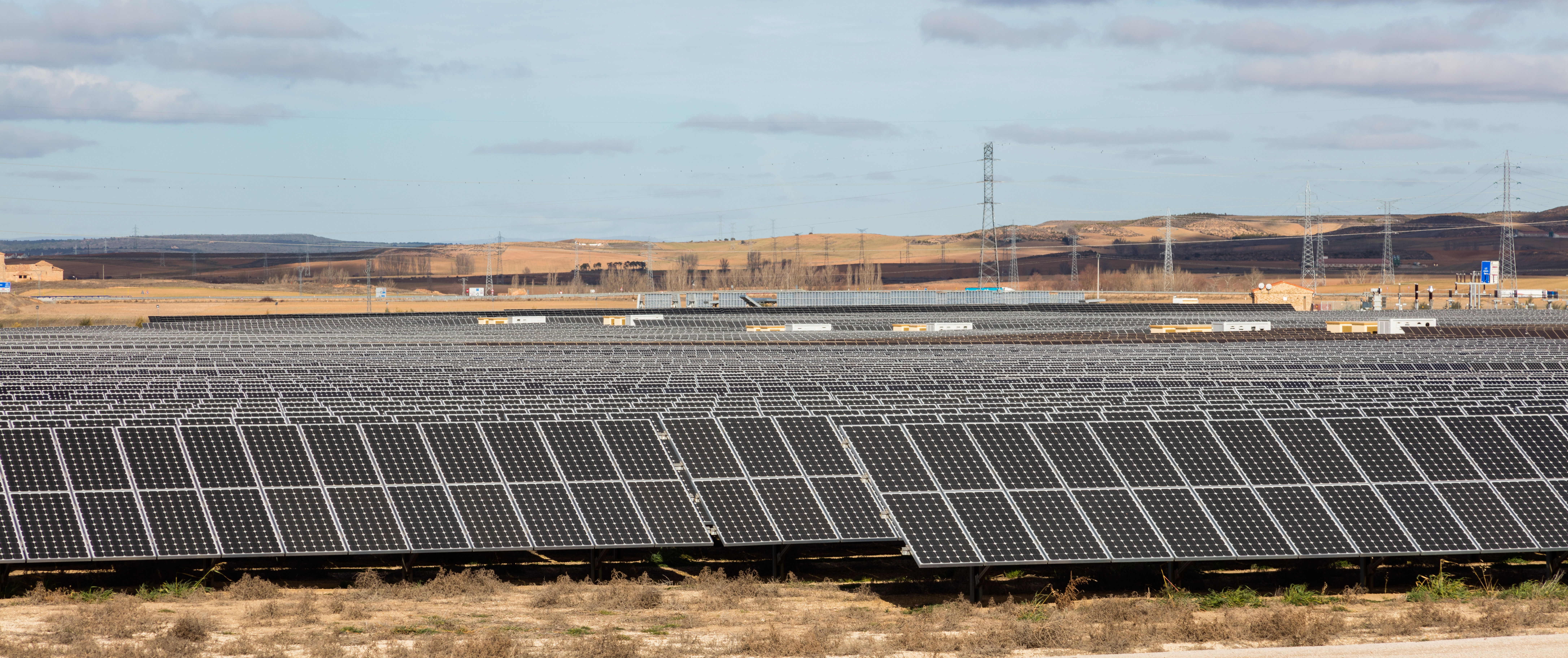
Estación fotovoltaica en Frechilla de Almazán, Soria, España, 2015-12-29, DD 76

El objetivo principal de UNEF es asumir las labores de representación institucional y fomento del sector solar fotovoltaico a nivel nacional e internacional. Adicionalmente, tiene como objetivo fundamental la defensa de la estabilidad regulatoria y la seguridad jurídica en el sector, evitando la modificación retroactiva de las normas.
Actualmente, UNEF cuenta con una base de más de 400 empresas, agrupando a la práctica totalidad de la industria: productores, instaladores, ingenierías, fabricantes de módulos y componentes, distribuidores y otras empresas relacionadas con el sector, lo que supone una representatividad superior al 85% del sector. Entre los principales servicios que la Unión Española Fotovoltaica (UNEF) ofrece a las empresas asociadas se encuentran:
- Representación institucional
- Información y asesoría
- Fomento de la internacionalización
- Networking